# Lucas Carvajal
Lucas Carvajal ( Anzoátegui o Boyacá 1775-Paz de Ariporo 2 de abril de 1830), fue un militar venezolano que participó en la guerra de independencia de Venezuela, la Campaña Libertadora de Nueva Granada y las Campañas del Sur.

## Biografía
Existen 2 versiones sobre su nacimiento una en el Estado Anzoátegui en Venezuela y otra en el departamento de Boyacá en Colombia.
Participó con Manuel Carlos Piar en la Primera Batalla de Maturín y en la Tercera Batalla de Maturín de 1813; con José Félix Ribas estuvo en la Batalla de Niquitao y en la Batalla de Los Horcones; con Simón Bolívar en las batallas de Taguanes, Bárbula, Las Trincheras, Araure, San Mateo y en la Segunda Batalla de la Puerta; con Santiago Mariño en las batallas de Bocachica y Sabana de Arao; Con José Félix Ribas y José Francisco Bermúdez en la Batalla de Urica; con Gregor MacGregor en las batallas de El Alacrán y El Juncal. 
En 1817 estuvo en la Campaña de Guayana con Manuel Piar, destacando en la Batalla de San Félix, fue nombrado Teniente por Simón Bolívar y combatió en la Campaña Libertadora de Nueva Granada donde participó en la Batalla del Pantano de Vargas ganando el apodo de El León del Pantano, de su actuación en la batalla Francisco de Paula Santander diría:

"La gloria del pantano de Vargas pertenece al Coronel Rondón y al Teniente Coronel Carvajal; a ningún otro se le concedió sino a ellos en aquel glorioso día el renombre de valientes"
Francisco de Paula Santander

Volvió a Venezuela, donde luchó en otras batallas y ocupó puestos militares y en 1822 combatió en la Campaña del Sur como en la Batalla de Junín y en la Batalla de Bomboná, donde fue herido. Posteriormente combatió en la cuchilla de Taindala, en abril de 1822 con Mires contra Boves y en diciembre contra Agustín Agualongo, también combatió contra la rebelión de los pastusos. En Ayacucho fue ascendido por Antonio José de Sucre a General de Batalla. En 1825 fue encargado por Bolívar del puerto de El Callao en Perú. Pidió la baja del ejército el 27 de marzo de 1827.

## Muerte
Fue asesinado el 2 de abril de 1830, en La Fragua actual municipio de Paz de Ariporo (Casanare).